# Rue des Bois (Nanterre)
La rue des Bois est une voie publique de la commune de Nanterre, dans le département français des Hauts-de-Seine,.

## Origine du nom
Cette rue doit probablement son nom à un ancien bois se trouvant dans la ville de Rueil-Malmaison dont elle est limitrophe.

## Historique
Cette très ancienne rue a été élargie à un gabarit de huit mètres en 1864.

## Bâtiments remarquables et lieux de mémoire
Autour des années 1920 s'installèrent ici, dans des hôtels meublés, de nombreux travailleurs algériens et marocains. Par la suite, s'y créa le siège du Mouvement national algérien.